# Bernard Sulzberger
Bernard Sulzberger (Beaconsfield, Tasmània, 5 de desembre de 1983) és un ciclista australià. Professional des del 2006 fins al 2016.
El seu germà Wesley també és ciclista professional.

## Palmarès
- 2005
  - Vencedor d'una etapa al Tour de Tasmània
  - Vencedor d'una etapa al Tour of the Murray River
- 2008
  -  Campió d'Austràlia en critèrium
  - 1r al Tour of Gippsland i vencedor d'una etapa
- 2009
  - 1r al Tour de Tasmània i vencedor d'una etapa
  - 1r a l'International Cycling Classic i vencedor de 2 etapes
  - Vencedor d'una etapa al Jayco Bay Classic
  - Vencedor d'una etapa al Tour de Beauce
  - Vencedor d'una etapa al Tour de Utah
- 2010
  - Vencedor d'una etapa al Joe Martin Stage Race
  - Vencedor d'una etapa a l'International Cycling Classic
- 2011
  - Vencedor d'una etapa al Jayco Bay Classic
- 2013
  - 1r al Tour de Taiwan
  - Vencedor d'una etapa al Tour de Tasmània